# Analisi dei circuiti elettrici
L'analisi dei circuiti elettrici consiste nella determinazione delle grandezze elettriche (tensione e corrente) in ogni punto di un circuito in un qualsiasi istante di tempo.
A questo fine si possono applicare metodi analitici che nel caso più generale comportano la risoluzione di equazioni differenziali che descrivono il comportamento dei vari componenti del circuito (induttori, condensatori, resistori ecc.) o la risoluzione di sistemi di equazioni lineari in domini trasformati secondo Laplace o secondo Fourier (vedi fasore).
Per la risoluzione di tali sistemi, si usano preferibilmente metodi efficienti dal punto di vista computazionale quali il calcolo matriciale basato sulla matrice di trasferimento.

## Leggi di Kirchhoff
Il metodo più semplice impiegato nella risoluzione di circuiti elettrici non complessi consiste nello scrivere un sistema di equazioni ricavate dalle leggi di Kirchhoff. Nello specifico, definendo con n e b rispettivamente il numero di nodi e di bipoli presenti nel circuito, si scrivono n-1 leggi di Kirchhoff ai nodi e b-n+1 leggi di Kirchhoff alle maglie. Risolvendo tale sistema di equazioni si possono determinare le grandezze elettriche del circuito. Serve tuttavia prestare attenzione al modo in cui si scelgono le maglie alle quali applicare la legge di Kirchhoff per le tensioni. Le b-n+1 maglie devono essere infatti indipendenti, in maniera tale da garantire l'indipendenza lineare delle equazioni risultanti. La scelta delle maglie indipendenti può essere fatta applicando la cosiddetta regola del taglio. Questo metodo è però consigliabile solo per circuiti semplici e di tipo non dinamico.

## Sovrapposizione degli effetti
Per circuiti lineari vale il principio di sovrapposizione: una grandezza elettrica in un dato punto del circuito risente dell'effetto congiunto dei generatori presenti nel circuito stesso. Il principio di sovrapposizione prevede di calcolare ad uno ad uno questi singoli contributi per poi ricavare il risultato finale. In pratica, il metodo consiste nel risolvere un circuito, calcolando tensioni e correnti per ogni generatore di corrente e tensione separatamente dagli altri. Si calcolano tensioni e correnti nel circuito immaginando "acceso" un solo generatore per volta e spenti tutti gli altri. Infine si sommano gli effetti (correnti e tensioni) sui singoli dispositivi oggetto della separazione iniziale.

## Metodo dei potenziali ai nodi
Il metodo dei potenziali ai nodi è un metodo sistematico che consente di determinare le grandezze elettriche di un circuito scrivendo equazioni di Kirchoff ai nodi. Il metodo prevede di scegliere un nodo di riferimento - da considerare a potenziale zero - e determinare le tensioni degli altri nodi rispetto ad esso, dalle quali si può risalire alle correnti conoscendo le impedenze fra i nodi. Se nel circuito sono presenti solo generatori di corrente la scelta del nodo di riferimento può essere casuale, mentre se sono presenti generatori di tensione conviene prendere come nodo di riferimento quello comune a più generatori di tensione.

## Risoluzione parziale
Nel caso sia d'interesse solo una determinata grandezza elettrica del circuito, per la sua determinazione è possibile procedere ad una semplificazione del circuito in esame applicando le regole di serie/parallelo o stella/triangolo tra gli elementi circuitali presenti, oppure applicando adeguate trasformazioni di generatori. Può risultare molto utile applicare il teorema di Thevenin od il teorema di Norton.

## Simulatori circuitali
Sono in commercio software per l'analisi e la progettazione di circuiti elettrici ed elettronici. Molto usato come programma di simulazione circuitale è PSpice.

## Quadripoli
Il calcolo matriciale trova specificamente applicazione nello studio dei quadripoli passivi aventi quattro morsetti di collegamento con l'esterno, che operano in regime stazionario. L'impiego del calcolo matriciale provvede una notevole semplificazione nella soluzione dei problemi afferenti alle reti elettriche e soppianta la necessità, nel caso dei quadripoli, di riscrivere costantemente le equazioni di rete e le loro soluzioni.
I sistemi di due equazioni lineari, afferenti ai quadripoli con parametri generali complessi A,B,C e D, che mettono in relazione le quattro grandezze complesse {\displaystyle E_{1}-I_{1}-E_{2}-I_{2}} rispettivamente tensione/corrente in entrata e tensione/corrente uscita, assumono la forma matriciale
{\displaystyle {\begin{Vmatrix}E_{1}\\I_{1}\end{Vmatrix}}={\begin{Vmatrix}A&B\\C&D\end{Vmatrix}}\cdot {\begin{Vmatrix}E_{2}\\I_{2}\end{Vmatrix}}} (2)
dove {\displaystyle {\begin{Vmatrix}A&B\\C&D\end{Vmatrix}}} definita matrice di trasferimento del quadripolo e viene distinta con il simbolo [A]. L'equazione (2) è pertanto abbreviata e risulta
{\displaystyle {\begin{Vmatrix}E_{1}\\I_{1}\end{Vmatrix}}=[A]\cdot {\begin{Vmatrix}E_{2}\\I_{2}\end{Vmatrix}}}
L'altra forma della equazione (2) è ovviamente
{\displaystyle {\begin{Vmatrix}E_{2}\\I_{2}\end{Vmatrix}}=[A]^{-1}\cdot {\begin{Vmatrix}E_{1}\\I_{1}\end{Vmatrix}}} (3)
In aggiunta alle equazioni (2) e (3), ci sono altre quattro forme possibili di equazioni entrata-uscita per il quadripolo. Esse sono
{\displaystyle {\begin{Vmatrix}E_{1}\\E_{2}\end{Vmatrix}}=[Z]\cdot {\begin{Vmatrix}I_{1}\\I_{2}\end{Vmatrix}}} ; {\displaystyle {\begin{Vmatrix}I_{1}\\I_{2}\end{Vmatrix}}=[Y]\cdot {\begin{Vmatrix}E_{1}\\E_{2}\end{Vmatrix}}} ; {\displaystyle {\begin{Vmatrix}E_{1}\\I_{2}\end{Vmatrix}}=[H]\cdot {\begin{Vmatrix}I_{1}\\E_{2}\end{Vmatrix}}} ; {\displaystyle {\begin{Vmatrix}I_{1}\\E_{2}\end{Vmatrix}}=[H]^{-1}\cdot {\begin{Vmatrix}E_{1}\\I_{2}\end{Vmatrix}}}

## Interconnessioni dei quadripoli
I quadripoli possono venire interconnessi in cascata, con le entrate e le uscite in serie oppure in parallelo, con le entrate in serie e le uscite in parallelo o viceversa, e per ogni interconnessione è data una particolare metodologia per l'ottenimento della matrice di trasferimento. La forma di interconnessione più ricorrente è quella in cascata. Per tale interconnessione la matrice di trasferimento è data dal prodotto delle matrici di trasferimento individuali. Quale esempio, si considerino due quadripoli {\displaystyle Q_{1}} e {\displaystyle Q_{2}} con rispettive matrici di trasferimento {\displaystyle [A_{1}]} e {\displaystyle [A_{2}]}. Eseguendo {\displaystyle [A_{1}]*[A_{2}]} si ottiene una matrice di trasferimento {\displaystyle [A_{1-2}]}che consente di stabilire la relazione tra le quantità in entrata ed in uscita della interconnssione con la soluzione di un solo sistema di equazioni lineari anziché due.

## Determinazione delle matrici di transizione
In conclusione, è importante pure rendere noti i metodi con i quali i parametri delle differenti matrici di transizione sono determinati con misurazioni dirette:
{\displaystyle [A]={\begin{Vmatrix}{\frac {e_{1}}{e_{2}}}(3,4)(c.a)&{\frac {e_{1}}{i_{2}}}(3,4)(c.c)\\{\frac {i_{1}}{e_{2}}}(3,4)(c.a)&{\frac {i_{1}}{i_{2}}}(3,4)(c.c)\end{Vmatrix}}}
{\displaystyle [Z]={\begin{Vmatrix}{\frac {e_{1}}{i_{1}}}(3,4)(c.a)&{\frac {-e_{1}}{i_{2}}}(1,2)(c.a)\\{\frac {e_{2}}{i_{2}}}(3,4)(c.a)&{\frac {-e_{2}}{i_{2}}}(1,2)(c.a)\end{Vmatrix}}}
{\displaystyle [Y]={\begin{Vmatrix}{\frac {i_{1}}{e_{1}}}(3,4)(c.c)&{\frac {-i_{1}}{e_{2}}}(1,2)(c.c)\\{\frac {i_{2}}{e_{1}}}(3,4)(c.c)&{\frac {-i_{2}}{e_{2}}}(1,2)(c.c)\end{Vmatrix}}}
{\displaystyle [H]={\begin{Vmatrix}{\frac {e_{1}}{i_{1}}}(3,4)(c.c)&{\frac {e_{1}}{e_{2}}}(1,2)(c.a)\\{\frac {i_{2}}{i_{1}}}(3,4)(c.c)&{\frac {-i_{2}}{e_{2}}}(1,2)(c.a)\end{Vmatrix}}}
I numeri e le lettere tra parentesi hanno i seguenti significati:
- i numeri 1 e 2, 3 e 4, indicano rispettivamente i terminali d'ingresso e d'uscita del quadripolo;
- i gruppi di lettere "c.a" e "c.c" significano rispettivamente "circuito aperto" e "circuito in corto".